# 维斯瓦夫·哈特曼
维斯瓦夫·哈特曼（波蘭語：Wiesław Hartman，1950年10月23日—2021年11月24日），波兰男子马术运动员。他曾代表波兰参加1980年夏季奥林匹克运动会马术比赛，获得团体场地障碍赛银牌。